# Belutschen

Ethnische Gruppen (vereinfachte Karte) in Pakistan und angrenzenden Ländern nach Daten der CIA (1980).

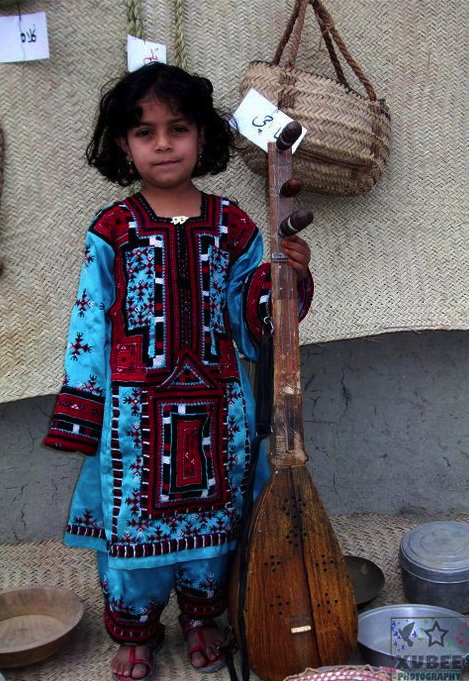
Ein belutschisches Mädchen in traditioneller Tracht in Pakistan hält eine Langhalslaute damburag in der Hand.

Die Belutschen sind ein Volk, das in Afghanistan, im Iran und in Pakistan beheimatet ist. Die belutschische Sprache gehört zu den iranischen Sprachen.

## Verbreitung

Flagge der Belutschen

Die Mehrheit der insgesamt etwa 5,6 Millionen Belutschen lebt in der pakistanischen Provinz Belutschistan mit Ausnahme der sieben nördlichsten Distrikte, etwa eine Million im Osten des Iran und etwa 100.000 in den südlichen und westlichen Randgebieten Afghanistans. Darüber hinaus gibt es belutschische Siedlungsinseln im Süden Turkmenistans (Region Marv) sowie in Oman und im Emirat Dubai.

## Kultur
Die Belutschen sprechen belutschisch und bekennen sich fast ausschließlich zum sunnitischen Islam hanafitischer Richtung, neben dem sich auch lokale religiöse Traditionen erhalten haben. Die traditionelle Musik wird hauptsächlich von professionellen Wandermusikern gepflegt, die ihre Lieder melodisch auf der Streichlaute saroz und rhythmisch auf der gezupften Langhalslaute damburag begleiten. Einen wesentlichen Anteil an der Musikkultur haben Unterhaltungslieder (sawt), die zu Hochzeiten und anderen Familienfeiern gesungen werden. Solo-Improvisationen auf der saroz heißen baggay.
Belutsch-Teppiche sind meist in dunkelroten und dunkelbraunen Farbtönen gefertigt und von hoher Qualität.

## Belutschistankonflikt
Der Belutschistankonflikt ist ein seit 1947 andauernder, bewaffneter Konflikt von geringer Intensität mit den Zentralregierungen Pakistans und des Iran für Autonomie- und Selbstbestimmungsrechte und Beteiligung an den wirtschaftlichen Gewinnen durch den Rohstoffreichtum der Region.

## Sonstiges
Laut einem Bericht der Menschenrechtsorganisationen Iran Human Rights (IHR) und Together Against the Death Penalty (ECPM) waren 2023 etwa ein Fünftel der im Iran hingerichteten Menschen Belutschen, obwohl sie nur 5 % der Bevölkerung stellen.